# فرد فیتون
فرد فیتون (انگلیسی: Fred Fitton؛ ۱۲ ژانویه ۱۹۰۵ – ۶ ژانویهٔ ۱۹۶۵) بازیکن فوتبال اهل بریتانیا بود.
از باشگاه‌هایی که در آن بازی کرده‌است می‌توان به باشگاه فوتبال اولدهام اتلتیک، باشگاه فوتبال ساوتند یونایتد، باشگاه فوتبال نلسون، باشگاه فوتبال روچدیل، و باشگاه فوتبال برنلی اشاره کرد.